# 3. Ober-Elsässisches Infanterie-Regiment Nr. 172
Das 3. Ober-Elsässische Infanterie-Regiment Nr. 172 war ein Infanterieverband der Preußischen Armee.

## Geschichte

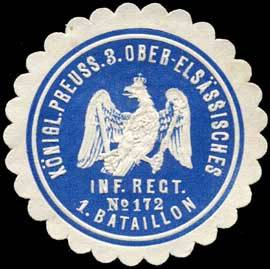
Siegelmarke K. Pr. 3. Ober-Elsässisches Infanterie Regiment No. 172, 1. Bataillon

Der Verband wurde am 31. März 1897 unter der Bezeichnung Infanterie-Regiment Nr. 172 aufgestellt und zunächst in Straßburg stationiert. Es formierte sich aus den 1893 aufgestellten IV. Halb-Bataillonen der Infanterie-Regimenter Nr. 132 und 138 (I. Bataillon) sowie 99 und 143 (II. Bataillon). Das Regiment war der 85. Infanterie-Brigade der 30. Division unterstellt.
1901 wurde das Regiment der 82. Infanterie-Brigade der 39. Division unterstellt.
Am 27. Januar 1902 erließ Wilhelm II. den Armee-Befehl, dass die bislang noch ohne landmannschaftliche Bezeichnung geführten Verbände zur besseren Unterscheidung und zur Traditionsbildung eine Namenserweiterung erhielten. Das Regiment führte daher ab diesem Zeitpunkt die Bezeichnung 3. Ober-Elsässisches Infanterie-Regiment Nr. 172.
1907 wurde der Verband unter Abgaben von Kompanien anderer Regimenter um ein III. Bataillon erweitert, das in Neubreisach stationiert war. Es formierte sich ab diesem Zeitpunkt zu drei Bataillonen zu je vier Kompanien. Zum 1. Oktober 1912 erhielt das Regiment eine MG-Kompanie. Im gleichen Jahr legte man den Verband in Neubreisach zusammen.

### Erster Weltkrieg
Das Regiment wurde im Ersten Weltkrieg ausschließlich an der Westfront eingesetzt und war u. a. an der Zweiten Schlacht um Ypern beteiligt. Das Regiment lag südlich der Menenstraße vor Ypern. Während dieser Zeit wurde der Soldatenfriedhof Koelberg praktisch ihr Regimentsfriedhof, dessen Patenschaft sie übernahmen.

### Verbleib

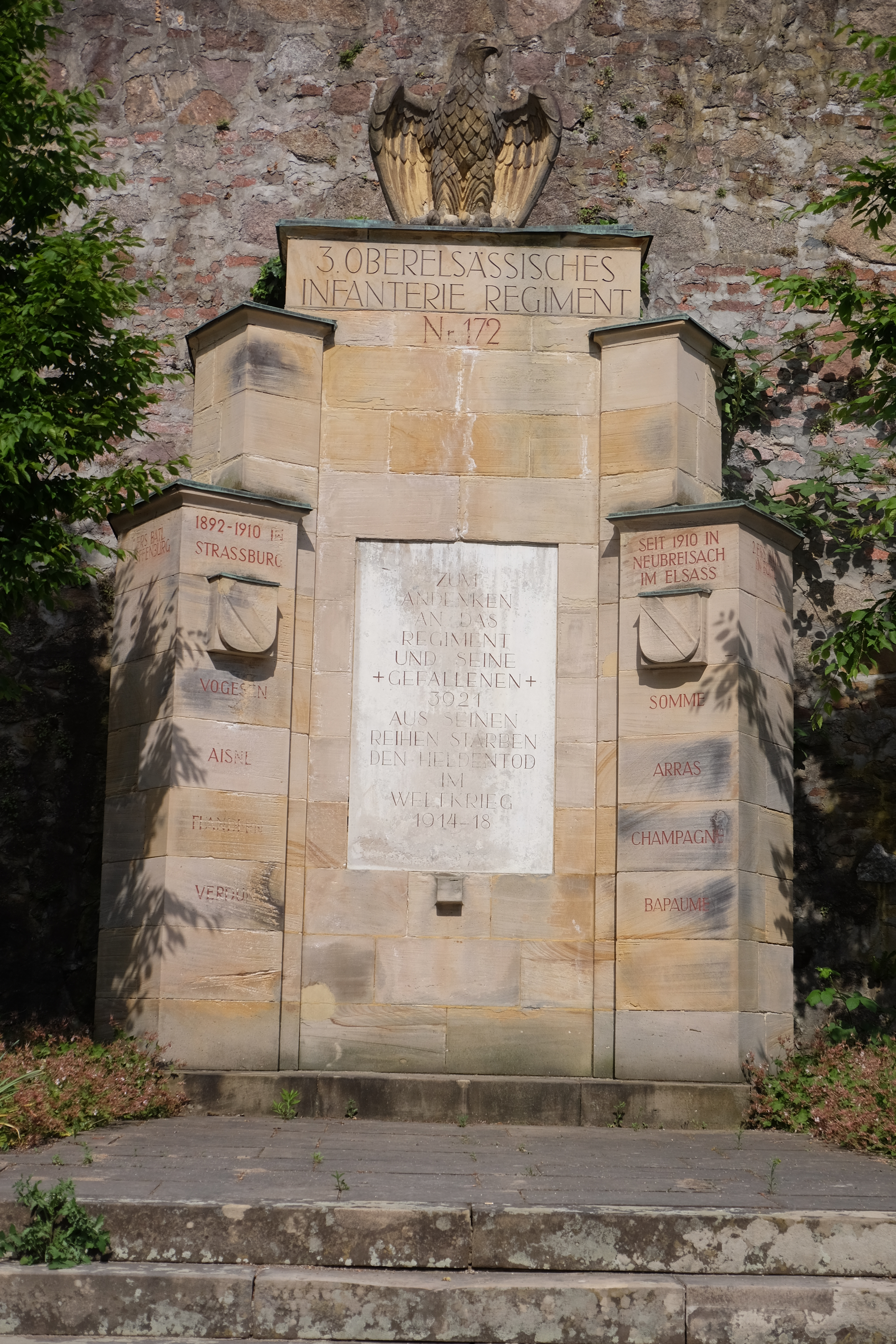
Im Zwingerpark in Offenburg steht dieses Denkmal für das 3. Ober-Elsässisches Infanterie-Regiment Nr. 172

Nach Kriegsende kehrte das Regiment in die Heimat zurück, wo es ab 18. Dezember 1918 in Weida eintraf. Dort erfolgte ab 15. Januar 1919 die Demobilisierung. Aus Teilen des Regiments bildete sich eine Freiwilligen-Kompanie und eine Freiwilligen-MG-Kompanie, die dann Mitte Februar 1919 als 4. Kompanie sowie als 2. MG-Kompanie zum Freikorps „Eulenberg“ übertrat.
Im Juni 1919 gingen beide Kompanien in der Vorläufigen Reichswehr in das II. Bataillon des Reichswehr-Infanterie-Regiments 52 auf.
Die Tradition übernahm in der Reichswehr durch Erlass des Chefs der Heeresleitung General der Infanterie Hans von Seeckt vom 24. August 1921 die 8. Kompanie des 17. Infanterie-Regiments.

## Kommandeure
| Dienstgrad            | Name                            | Datum                                                          |
| --------------------- | ------------------------------- | -------------------------------------------------------------- |
| Oberst                | Ulrich von Zanthier             | 31. März 1897 bis 21. Mai 1899                                 |
| Oberst                | Otto Heckert                    | 22. Mai 1899 bis 17. August 1901                               |
| Oberstleutnant/Oberst | Heinrich Geppert                | 18. August 1901 bis 17. April 1903                             |
| Oberst                | Albert Schöpflin                | 18. April 1903 bis 31. August 1907                             |
| Oberst                | Friedrich von Wacholtz          | 01. September 1907 bis 17. Mai 1908                            |
| Oberst                | Rudolf von Bercken              | 18. Mai 1908 bis 20. April 1911                                |
| Oberst                | Friedrich von Dungern           | 21. April 1911 bis 30. September 1912                          |
| Oberst                | Maximilian von Suter            | 01. Oktober 1912 bis 11. Oktober 1914                          |
| Major                 | Roedenbeck                      | 12. Oktober bis 7. November 1914 (mit der Führung beauftragt)  |
| Oberstleutnant        | Ludwig von Gemmingen-Guttenberg | 14. November 1914 bis 10. Februar 1915                         |
| Oberstleutnant        | Otto Wasserfall                 | 11. Februar 1915 bis 31. März 1916                             |
| Oberstleutnant        | Leopold von Rath                | 01. April bis 9. Oktober 1916                                  |
| Major                 | Schotte                         | 10. Oktober bis 18. November 1916 (mit der Führung beauftragt) |
| Oberstleutnant        | Wladislaw Semerak               | 19. November bis 30. Dezember 1916                             |
| Oberstleutnant        | Kurt Panse                      | 31. Dezember 1916 bis 6. August 1918                           |
| Major                 | Johannes Hahn                   | 07. August 1918 bis 9. Januar 1919                             |
| Oberst                | Armin Koenemann                 | 10. Januar 1919 bis Auflösung                                  |